# Lou Ferrigno
Louis Jude Ferrigno (New York, 1951. november 8. –) amerikai színész, testépítő.
Legismertebb alakítása Hulk A hihetetlen Hulk című sorozatban. A Herkules, a világ ura című filmben is szerepelt.

## Fiatalkora
Ferrigno Brooklynban született Victoria és Matt Ferrigno rendőrhadnagy gyermekeként. Nem sokkal születése után azt mondja, úgy véli, hogy fülgyulladásai voltak, és elvesztette hallásának 75-80%-át, bár az állapotát csak hároméves korában diagnosztizálták. A halláskárosodás és a beszédhibája miatt Ferrignot gyerekkorában a társai zaklatták, akik "süketnek" és "némának" nevezték. Ebben az időben kezdett képregényeket olvasni, például Hulkot és Pókembert, később azt mondta: "Az erő megszállottja voltam", és "elég erős akartam lenni, hogy meg tudjam védeni magam". 13 éves korában kezdett súlyzós edzésbe, és egyik példaképének Steve Reeves testépítőt nevezte meg. Mivel nem engedhette meg magának, hogy súlyokat vásároljon, saját magának készített súlyokat egy seprűnyél és vödrök segítségével, amelyeket részben cementtel töltött meg. A Szent Athanáz Gimnáziumba[8] és a Brooklyn Technical High Schoolba járt, ahol fémmegmunkálást tanult.

## Pályafutása

### Testépítés
A középiskola elvégzése után, 1969-ben Ferrigno megnyerte első nagy címét, az IFBB Mr. America címet. Négy évvel később elnyerte az IFBB Mr. Universe címet. Pályafutása elején az Columbusban élt, és Arnold Schwarzeneggerrel edzett. Első próbálkozásakor, 1974-ben második lett a Mr. Olympia versenyen. A következő évben harmadik lett, és az Arnold Schwarzenegger legyőzésére tett kísérletéről 1977-ben készült a Acélizom című dokumentumfilm. A dokumentumfilm tette Ferrignót híressé.
1977-ben részt vett az első éves World's Strongest Man versenyen, ahol nyolc versenyzőből álló mezőnyben a negyedik helyen végzett.
Az 1990-es évek elején visszatért a testépítéshez, 1992-ben és 1993-ban a Mr. Olympia címért versenyzett. A 12., illetve a 10. helyen végzett, majd az 1994-es Masters Olympia felé fordult, ahol a Robbie Robinson és Boyer Coe legyőzésére tett kísérletéről készült az 1996-os Stand Tall című dokumentumfilm. Ezt követően visszavonult a versenyzéstől.

### Színészet
1977 és 1982 között A hihetetlen Hulk című sorozatban szerepelt. 1983-ban a Herkules, a világ ura című filmben szerepelt. 2000 és 2007 között a Férjek gyöngye című sorozatban szerepelt. 2008-ban A hihetetlen Hulk című filmben szinkronizált. 2015-ben szinkronizált a Bosszúállók: Ultron kora című filmben.

## Magánélete
A születése után nem sokkal elszenvedett fülgyulladás miatt Ferrigno 75-80%-ban elvesztette hallását, és ötéves kora óta hallókészüléket használ. Életének későbbi szakaszában cochleáris implantátumot kapott, amely helyreállította hallásának nagy részét.
1978-ban vette feleségül Susan Groffot, egy évvel később elváltak. 1980. május 3-án feleségül vette Carla Green pszichoterapeutát, aki ekkor a menedzsere is lett; később személyi edző lett. Három gyermekük van: Shanna (1981), Louis Jr. (1984) és Brent (1990).

## Filmográfia

### Filmek
| Év   | Magyar cím                             | Eredeti cím                        | Szerep        | Magyar hang                                            |
| ---- | -------------------------------------- | ---------------------------------- | ------------- | ------------------------------------------------------ |
| 1977 | Acélizom                               | Pumping Iron                       | önmaga        | Vári Attila                                            |
| 1983 | Herkules, a világ ura                  | Hercules                           | Herkules      | Gáti Oszkár (1. szinkron) Galambos Péter (2. szinkron) |
| 1983 |                                        | The Trial of the Incredible Hulk   | Han           |                                                        |
| 1985 | Herkules, a világ ura 2.               | The Adventures of Hercules         | Herkules      |                                                        |
| 1987 |                                        | Undershorts: The Movie             | Hulk          |                                                        |
| 1988 |                                        | Desert Warrior                     | Zerak         |                                                        |
| 1989 | Szindbád, hét tenger vándora           | Sinbad of the Seven Seas           | Szinbád       | Bognár Zsolt                                           |
| 1989 | Harc az életért                        | Cage                               | Billy Thomas  | Hankó Attila                                           |
| 1989 | Fiús játékok                           | All's Fair                         | Klaus         | Hankó Attila                                           |
| 1989 | Bűnügyi különítmény                    | Liberty & Bash                     | Bash          | Hankó Attila                                           |
| 1993 |                                        | And God Spoke                      | önmaga        |                                                        |
| 1994 | Cage 2. – A halál arénája              | Cage II                            | Billy Thomas  | Csuja Imre                                             |
| 1996 |                                        | Stand Tall                         | önmaga        |                                                        |
| 1998 | A keresztmanus                         | The Godson                         | Bugsy         | Gesztesi Károly                                        |
| 2003 | Hulk                                   | Hulk                               | Hulk (hang)   | Fesztbaum Béla                                         |
| 2003 | Hulk                                   | Hulk                               | Biztonsági őr |                                                        |
| 2008 | A hihetetlen Hulk                      | The Incredible Hulk                | Hulk (hang)   | Kaszás Gergő                                           |
| 2008 | A hihetetlen Hulk                      | The Incredible Hulk                | Biztonsági őr |                                                        |
| 2009 | Spancserek                             | I Love You, Man                    | önmaga        | Vass Gábor                                             |
| 2012 | Bosszúállók                            | The Avengers                       | Hulk (hang)   | Rajkai Zoltán                                          |
| 2012 | Anyabuli                               | Moms' Night Out                    | Hulk          |                                                        |
| 2015 | Bosszúállók: Ultron kora               | Avengers: Age of Ultron            | Hulk (hang)   | Rajkai Zoltán                                          |
| 2015 | A Skorpiókirály 4. – Harc a hatalomért | The Scorpion King: The Lost Throne | Skizurra      | Garamszegi Gábor                                       |
| 2015 |                                        | Avengers Grimm                     | Iron John     |                                                        |
| 2017 |                                        | Instant Death                      | John Bradley  |                                                        |
| 2017 | Thor: Ragnarök                         | Thor: Ragnarok                     | Hulk (hang)   | Rajkai Zoltán                                          |
| 2019 |                                        | Ring Ring                          | Mr. Daniels   |                                                        |

### Televíziós szerepek
| Év        | Magyar cím                   | Eredeti cím                           | Szerep                  | Megjegyzések                                                               |
| --------- | ---------------------------- | ------------------------------------- | ----------------------- | -------------------------------------------------------------------------- |
| 1977–1982 | A hihetetlen Hulk            | The Incredible Hulk                   | Hulk                    | 83 epizód                                                                  |
| 1977      |                              | World's Strongest Man                 | önmaga                  | versenyző                                                                  |
| 1979      |                              | Billy                                 | Hulk                    | 1 epizód                                                                   |
| 1980      |                              | Mister Rogers' Neighborhood           | önmaga                  | 2 epizód                                                                   |
| 1983      |                              | The Fall Guy                          | Six                     | 1 epizód                                                                   |
| 1983      |                              | Trauma Center                         | John Six                | 13 epizód                                                                  |
| 1984      |                              | Matt Houston                          | Steve Otto              | 1 epizód                                                                   |
| 1985      |                              | Night Court                           | The Klondike Butcher    | 1 epizód                                                                   |
| 1985      |                              | Amazing Stories                       | Hulk                    | 1 epizód                                                                   |
| 1988      | Hulk visszatér               | The Incredible Hulk Returns           | Hulk                    | tévéfilm magyar hangja Vass Gábor (1. szinkron) Kőszegi Ákos (2. szinkron) |
| 1989      | Hulk a bíróságon             | The Trial of the Incredible Hulk      | Hulk                    | tévéfilm magyar hangja Kőszegi Ákos                                        |
| 1990      | Az óriás halála              | The Death of the Incredible Hulk      | Hulk                    | tévéfilm magyar hangja Lesznek Tibor                                       |
| 1996–1997 | A hihetetlen Hulk            | The Incredible Hulk                   | Hulk (hang)             | főszereplő                                                                 |
| 2000–2007 | Férjek gyöngye               | The King of Queens                    | önmaga                  | 20 epizód                                                                  |
| 2002      |                              | Raw Iron: The Making of 'Pumping Iron | önmaga                  | tévéfilm                                                                   |
| 2004      | Életem értelmei              | My Wife and Kids                      | nagydarab férfi         | 1 epizód                                                                   |
| 2004      | Reno 911! – Zsaruk bevetésen | Reno 911!                             | Cletus Senior helyettes | 1 epizód                                                                   |
| 2010      | Chuck                        | Chuck                                 | Sofia Stepanova testőre | 1 epizód                                                                   |
| 2010      | Sonny, a sztárjelölt         | Sonny with a Chance                   | önmaga                  | 1 epizód                                                                   |
| 2010–2016 | Kalandra fel!                | Adventure Time                        | Billy / Bobby (hang)    | 4 epizód                                                                   |
| 2012      |                              | Celebrity Apprentice                  | önmaga                  | versenyző                                                                  |
| 2012      | A jövő cukrászai             | Next Great Baker                      | önmaga                  | zsűri                                                                      |
| 2014      |                              | Star Trek Continues                   | Zaminhon                | 1 epizód                                                                   |
| 2016      | Medvetesók                   | We Bare Bears                         | Paul (hang)             | 1 epizód magyar hangja Tokaji Csaba                                        |
| 2022      | Az ajánlat                   | The Offer                             | Lenny Montana           | minisorozat                                                                |